# 津川祝子
津川 祝子（つがわ しゅくこ、10月17日 - ）は、日本の女優・声優。アミュレート所属。東京都出身。

## 人物
松濤アクターズギムナジウム出身。
以前はケッケコーポレーション、オフィスPAC、ミディアルタに所属していた。
趣味・特技は水泳、ビリヤード、声楽。

## 出演

### テレビアニメ
時期不明
- しましまとらのしまじろう

2008年
- ヴァンパイア騎士 Guilty（李土の下僕）
- カイバ
- 喰霊-零-（携帯アナウンス）
- CLANNAD 〜AFTER STORY〜（主婦）
- 西洋骨董洋菓子店〜アンティーク〜（主婦1）
- のだめカンタービレ 巴里編（ターニャの母）

2009年
- 黒神 The Animation（駅アナウンス）

2011年
- バクマン。 第2シリーズ（見吉茜）

2012年
- ROBOTICS;NOTES（たまき）

2013年
- RDG レッドデータガール（末森佐和）
- ぎんぎつね（宮内佐也加）
- ドキドキ!プリキュア（バスガイド）

2016年
- 逆転裁判 〜その「真実」、異議あり!〜（2016年 - 2019年、綾里キミ子） - 2シリーズ

2022年
- サマータイムレンダ（エツコ）

2023年
- B-PROJECT〜熱烈*ラブコール〜（ラーメン店女将）

### 劇場アニメ
- friends もののけ島のナキ（2011年、グンジョーの母）
- 図書館戦争 革命のつばさ（2012年）

### ゲーム
- HEAVY RAIN 心の軋むとき（2010年、スコット・シェパード）

### ラジオドラマ
- VOMIC 傷だらけの仁清（2008年、男の子1）

### 吹き替え
- ある素敵な日（子供時代のゴン）
- ER緊急救命室シーズンX #9（ジュディス・アンダーソン）
- エバーウッド 遥かなるコロラド（シャロン）
- クリミナル・マインド5 FBI行動分析課（キャロル（ハリー・ハーシュ））
- クレイジー・ハート
- コールドケース6
- CSI:科学捜査班（ウェンディ）
- CSI:マイアミ5 #21
- ゼア・ウィル・ビー・ブラッド
- Cheaper By The Dozen 2（エリオット）
- 弾突 DANTOTSU
- デイ・アフター 首都水没
- デスパレートな妻たちシーズン2、3、5
- ドレスデン、運命の日
- ビリー&マンディ
- ブラック・フライデー 奪われた生物兵器（ルシア）
- プリズン・ブレイク（ニカ・ヴォレク）
- ペリカンマン（ママ）
- ミラーズ2
- 名探偵モンク5 #2

### CMナレーション
- セブンイレブン
- ドレスメーカー学院

### 舞台
- カッコーの巣の上を
- 帝銀事件の頃
- 何か、変な汁が出てきた
- 八月のシャハラザード
- リボンの岸

### シリーズ一覧
1. ↑  Season1（2016年）、Season2（2019年）